# Grijskraagwielewaal
De grijskraagwielewaal (Oriolus forsteni) is een zangvogel uit de familie Oriolidae (Wielewalen en vijgvogels).  De wetenschappelijke naam is een eerbetoon aan de Nederlandse natuuronderzoker Eltio Alegondas Forsten (1811–1843). 

## Verspreiding en leefgebied
Deze soort is endemisch op het Indonesische eiland Seram in de zuidelijke Molukken.

## Status
De grootte van de populatie is niet gekwantificeerd maar de soort wordt omschreven als vrij algemeen. Op de Rode lijst van de IUCN heeft deze soort de status niet bedreigd.